# Eva von Trott

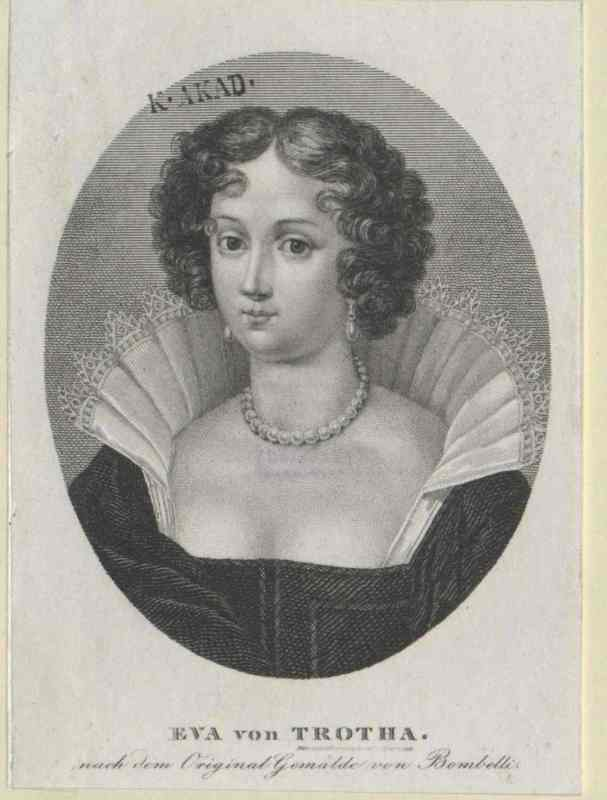
Eva von Trott in einem Stich des 18. Jahrhunderts

Eva von Trott (* um 1506; † 12. Januar 1567 in Hildesheim; fälschlicherweise auch als Trotha und Trotta angesprochen) war die Mätresse des Herzogs Heinrich des Jüngeren von Braunschweig-Wolfenbüttel. Sie hatten zehn gemeinsame uneheliche Kinder. Nachdem die Affäre vor der Herzogin, mit der er elf eheliche Kinder hatte, nicht mehr geheim zu halten war, ließ er Eva zur Fortsetzung ihrer Liebesbeziehung scheinbeerdigen. Die Angelegenheit wurde ein derart großer Skandal, dass Martin Luther eine Schmähschrift Wider Hans Worst in der Zeit des Schmalkaldischen Krieges darüber verfasste.

## Die Affäre

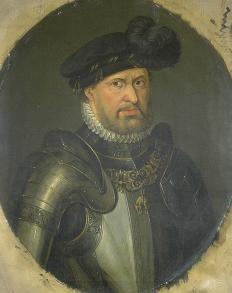
Herzog Heinrich der Jüngere

Eva von Trott stammte aus dem hessischen Adelsgeschlecht Trott zu Solz. Ein naher Verwandter, vielleicht sogar ihr Bruder, war der kaiserliche Feldmarschall Adam von Trott. Sie kam 1522 im Alter von 16 Jahren als Hofjungfer nach Wolfenbüttel. Zwischen ihr und dem Herzog entstand eine Liebesbeziehung. Im August 1524 bekam sie ihr erstes Kind, Heinrich Theuerdank. Noch zweimal wurde Trott schwanger und brachte zwei Töchter auf die Welt. Vor ihren Niederkünften täuschte sie die Herzogin mit heimatlichen Reisen. Sie bekam die Töchter auf der nahegelegenen Stauffenburg bei Gittelde. Vertraute des Herzogs gaben die Kinder als die ihren aus und zogen sie im Schloss auf. Die Affäre ließ sich trotzdem auf Dauer nicht geheim halten, und sowohl die Herzogin als auch die Adelsfamilie Trott zu Solz drängten auf eine Entscheidung. Herzog Heinrich, der mit Maria von Württemberg (1496–1541) verheiratet war und mit ihr elf Kinder hatte, entschloss sich, als sich eine erneute Schwangerschaft Evas ankündigte, das Problem durch eine Scheinbeerdigung Evas im Stift Gandersheim in seinem und Evas Sinne zu lösen. Eva behauptete dafür in der herzoglichen Burg Gandersheim, von der Pest befallen zu sein. Für das Vorhaben der Scheinbeerdigung beauftragte der Herzog den Braunschweiger Bildhauer Simon Stappen mit der Herstellung eines lebensnahen hölzernen Kopfes Evas. Während Eva in einfacher Tracht in die nahe Stauffenburg floh, wurde eine ausstaffierte Puppe mit hölzernem Kopf als Pestopfer beerdigt.

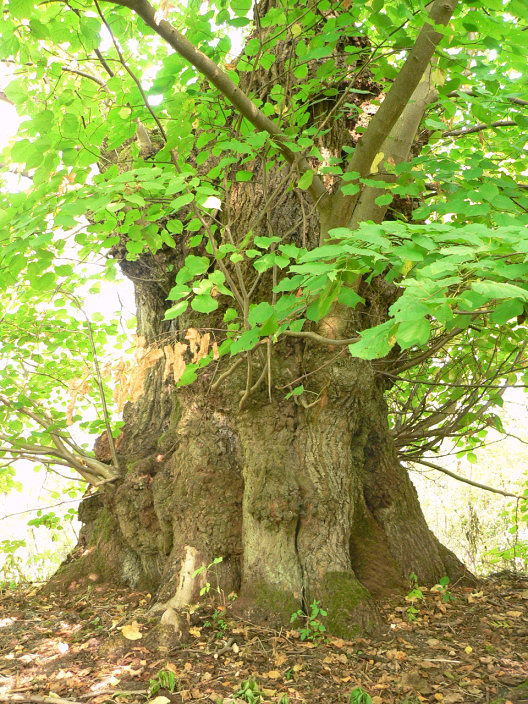
Eva (von Trott)-Linde neben der Stauffenburg

Eva von Trott lebte bis 1541 auf dieser Burg, auf der sie sich mit dem Herzog des Öfteren traf. Aus dieser Beziehung entstanden weitere Kinder, und um unerwünschte Besucher von der Stauffenburg fernzuhalten, wurden Spukgeschichten verbreitet. Die Herzogin starb 1541, und als der Herzog 1541 durch die Familie Trott auf dem Reichstag in Regensburg erfolglos auf die Herausgabe der Tochter verklagt wurde, versteckte er sie mit den drei jüngsten Kindern während seiner Abwesenheit auf seiner am besten befestigten Burg, der Liebenburg in Liebenburg.
Die evangelischen Fürsten besetzten 1543 das Braunschweiger Land und vertrieben den Herzog. Eva floh ebenso in dieser Zeit, als sie ihr zehntes Kind erwartete. Eine Heirat kam wegen des Standesunterschieds nicht in Frage. Stattdessen heiratete Heinrich II. nach dem Tod seiner ersten Gattin 1556 im Alter von 67 Jahren die 34 Jahre alte Sophia von Polen (1522–1575), mit der er keine Kinder mehr hatte.
Evas Odyssee fand erst 1558 auf Heinrichs Vermittlung ein Ende, als er ihr eine feste Wohnstätte im Kreuzstift von Hildesheim verschaffte. Dort starb sie 1567. Die Kinder Evas hatte Heinrich als die „von Kirchberg“ geadelt und versorgt. Er erwog zeitweise, seinen unehelichen Sohn Heinrich von Kirchberg als seinen Nachfolger zu legitimieren. Die Familie von Kirchberg starb 1597 in Seesen aus. Eine weitere Liebesbeziehung von Herzog Heinrich gab es nicht bzw. ist nicht bekannt.

## Folgen der Affäre
Die Affäre war weithin bekannt geworden und führte dazu, dass in der Zeit des Schmalkaldischen Krieges Martin Luther eine Schmähschrift Wider Hans Worst verfasste. Luther bezichtigte Heinrich der „Hurerei“ und der „Gotteslästung“ wegen des Scheintods. Diese Schrift wird teilweise als ein Testament Luthers, in dem er seine Ansichten und sein Lebenswerk zusammenfasst, begriffen und wegen der Derbheit unterschiedlich interpretiert.
Die Affäre wurde in Romanen beschrieben, in Legenden weitergegeben und in Theaterstücken dargestellt. Wilhelm Raabe hat sie in seinem Roman Nach dem großen Kriege literarisch verarbeitet.
Im Volksmund wurde Herzog Heinrich auch spöttisch der „wilde Heinz von Wolfenbüttel“ genannt.